# Passalus matilei
Passalus matilei is een keversoort uit de familie Passalidae. De wetenschappelijke naam van de soort is voor het eerst geldig gepubliceerd in 2001 door Boucher.